# Ernst Braune (Politiker, 1879)

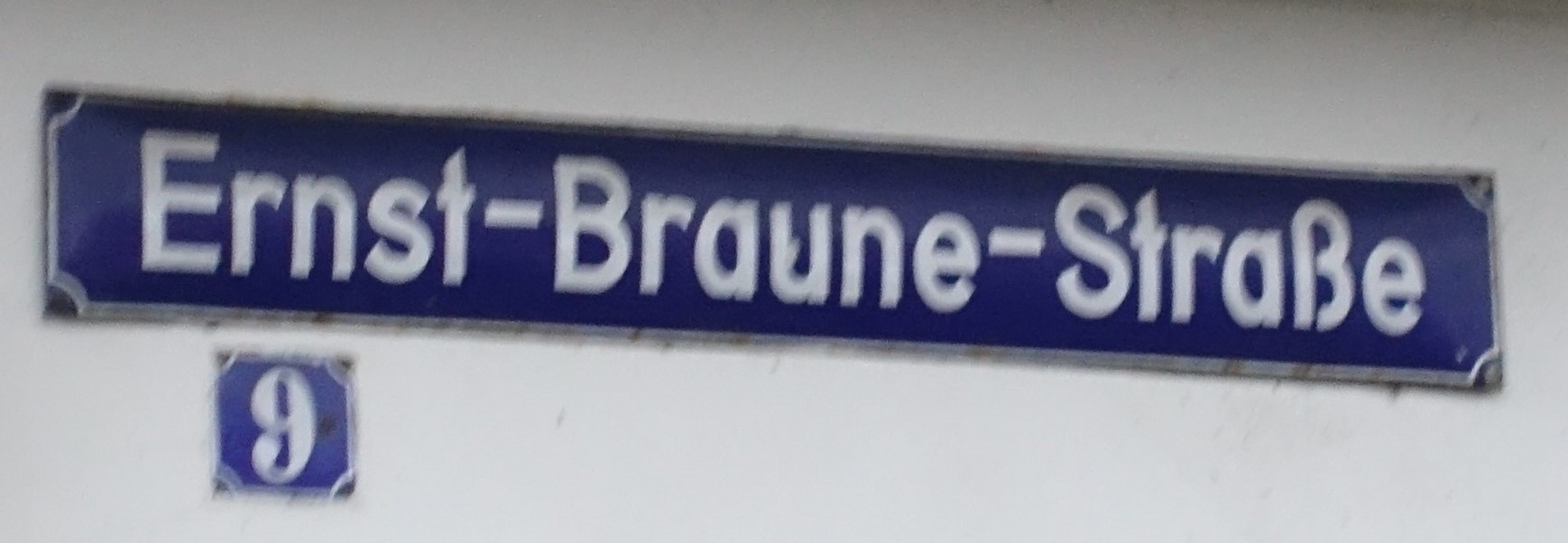
Straßenschild zu Ernst Braune in Lüneburg-Mittelfeld

Ernst August Braune (* 2. September 1879 in Bremen; † 8. Oktober 1954 in Lüneburg) war ein deutscher Politiker (SPD).

## Werdegang
Ernst Braune wurde am 2. September 1879 als Sohn des Tischlers Friedrich Heinrich Braune und seiner Ehefrau Johanna Elisabeth geb. Meyer (1850–1918) in Bremen geboren.
Der aus einer Handwerkerfamilie stammende Braune begann nach dem Besuch der Volksschule eine Lehre als Maurer. Bis zum Jahr 1902 war er in verschiedenen Städten des In- und Auslandes als Maurer später als Polier beschäftigt. Während einer solchen Beschäftigung kam er nach Lüneburg. Bereits seit 1899 war Braune gewerkschaftlich im Bauarbeiterverband organisiert und als Vorsitzender für Lüneburg aktiv.
Ab 1902 war er Mitglied der SPD. Braune wurde 1919 zum Bürgervorsteher in Lüneburg bestellt und war zwischen 1924 und 1933 unbesoldeter Senator der Stadt Lüneburg. Er gehörte 1922 zu den Gründern des Gewerkschaftshauses Volkshaus G.m.b.H., Schröderstraße 16, das als Gastwirtschaftsbetrieb, Restaurant, Gesellschafts- und Versammlungssäle, Verkehrslokal der freien Gewerkschaften diente. Unter seiner Schirmherrschaft und später Namensgeber der Siedlung stieg ab 1926 die heutige Lüneburger Wohnungsbau GmbH in die Bebauung des Mittelfeldes ein. Nach der Machtergreifung 1933 wurde er aus politischen Gründen aus allen Ämtern entfernt. Von 1937 an bis Juli 1945 war er arbeitslos.
Nach Ende des Zweiten Weltkrieges war er ab Juli 1945 als Beirat für die Stadt Lüneburg wieder politisch in der SPD tätig. Im August 1945 wurde er Oberstadtsekretär der Stadt Lüneburg und im Januar 1946 in den Ruhestand versetzt. Zwischen 1946 und 1949 war er Oberbürgermeister von Lüneburg.
Braune war Mitglied des Hannoverschen Provinziallandtages zwischen 1924 und 1933 sowie Mitglied des ernannten Hannoverschen Landtages vom 23. August 1946 bis 29. Oktober 1946. Hier war er Vorsitzender des Ausschusses für Haushalt und Finanzen.
Er wurde Mitglied des ernannten Niedersächsischen Landtages vom 9. Dezember 1946 bis 28. März 1947. Erneut wurde er Vorsitzender des Ausschusses für Haushalt und Finanzen. In der ersten und zweiten Wahlperiode war er zudem Mitglied des Niedersächsischen Landtages vom 20. April 1947 bis zu seinem Tode am 8. Oktober 1954.  Am 6. Juni 1947 wurde er wiederum Vorsitzender des Ausschusses für Haushalt und Finanzen.

## Anerkennung
Eine Straße in Lüneburg – die Ernst-Braune-Straße – wurde nach ihm benannt.
In Lüneburg-Mittelfeld heißt ein Wohngebiet Ernst-Braune-Siedlung.